# Бистриця-об-Сотлі (община)
Община Бистриця-об-Сотлі (словен. Občina Bistrica ob Sotli) — одна з общин в центральній Словенії. Адміністративним центром є місто Бистриця-об-Сотлі.

## Населення
У 2011 році в общині проживало 1431 осіб, 705 чоловіків і 726 жінок. Чисельність економічно активного населення (за місцем проживання), 570 осіб. Середня щомісячна чиста заробітна плата одного працівника (EUR), 888,27 (в середньому по Словенії 987.39). Приблизно кожен другий житель у громаді має автомобіль (52 автомобілі на 100 жителів). Середній вік жителів склав 41,9 роки (в середньому по Словенії 41.8). 